# Oldenlandia diffusa
Oldenlandia diffusa är en måreväxtart som först beskrevs av Carl Ludwig von Willdenow, och fick sitt nu gällande namn av William Roxburgh. Oldenlandia diffusa ingår i släktet Oldenlandia och familjen måreväxter. IUCN kategoriserar arten globalt som livskraftig. Inga underarter finns listade i Catalogue of Life.